# Haigslea
Haigslea är en del av en befolkad plats i Australien. Den ligger i kommunen Ipswich och delstaten Queensland, omkring 41 kilometer väster om delstatshuvudstaden Brisbane. Antalet invånare är 414.
Runt Haigslea är det glesbefolkat, med 19 invånare per kvadratkilometer.. Närmaste större samhälle är Ipswich, omkring 14 kilometer öster om Haigslea.
I omgivningarna runt Haigslea växer huvudsakligen savannskog. Genomsnittlig årsnederbörd är 1 252 millimeter. Den regnigaste månaden är januari, med i genomsnitt 248 mm nederbörd, och den torraste är oktober, med 34 mm nederbörd.